# ملعب دوكلاندز
ملعب دوكلاندز هو ملعب متعدد الاستخدام يقع في مدينة ملبورن الأسترالية . يسع الملعب لجلوس 53،359 متفرج . يعتبر الملعب الرسمي الذي يخوض فيه نادي ملبورن فيكتوري مبارياته . تم افتتاحه في سنة 2000 وبلغت تكلفة بنائه 460 مليون دولار أسترالي .